# Железопътна линия Юнак – Старо Оряхово
Железопътната линия Юнак – Старо Оряхово е железопътна линия с междурелсие 1435 mm, днес демонтирана, намирала се е в общините Аврен и Долни Чифлик в област Варна.

## История
Тежката икономическа криза след Първата световна война и острата нужда от траверси принуждават БДЖ сами да се снабдяват с боров или дъбов материал за производството на траверси. Така се стига до строителството на железопътната линия от Синдел в посока обширните горски райони по поречието на река Камчия.
Историята на самата линия започва през 1912 г. с отдаването на концесия за 10 години на държавната гора „Лонгоза“, с която се разрешава строежа на горска линия с дължина около 12 km. Участъкът е от гара Синдел до село Чалъ махале с дължина 12,7 km. На 22 март 1912 г. строежът е прегледан от комисия и одобрен за експлоатация. По време на Първата световна война (8 ноември 1916) участъкът е завзет и използван от германските военни власти. Към края на 1917 г. германците изоставят линията Юнак - Старо Оряхово и експлоатацията ѝ е започната от БДЖ. През февруари 1919 г. започва проучване за продължаване на линията към Долен чифлик. Още през април се подготвят пикетажа и организацията за построяването ѝ. Строителството върви бавно поради недостиг на материали и работници-специалисти — основно зидари. Линията Синдел — Юнак — Долен чифлик е с обща дължина около 24 km и е завършена и открита в експлоатация на 26 декември 1921 г. Тук са допуснати радиуси на хоризонталните криви 180 m и максимален наклон на вертикалните криви 23,5 ‰. Прекъснатата концесия е повод за няколко съдебни спора и претенции от страна на концесионера, но линията остава собственост на БДЖ. Необходимостта за организиране на дърводобива в по-голям район изисква продължаване на линията до Старо Оряхово. Дължината е 6,470 km и е открита за експлоатация в 1939 г.

## В наши дни
Последно влаковете по линията са се обслужвали основно от дизелови локомотиви серия 55.00, по-рядко със серия 07.00 на депо Варна. Пътническото движение по линията е спряно през 1991 г., а товарното – през 2000 г., поради отнесена от свлачище инфраструктура. Официално е закрита през 2002 г.

## Проект за железопътна линия Старо Оряхово – Долно Езерово
За да се създаде четвърта железопътна връзка между Северна и Южна България, през 1950 г. започва проучване и проектиране на трасе от Старо Оряхово на юг към Долно Езерово с дължина около 100 km. Строежът започва през 1951 г., а е прекратен през втората половина на 1953 г. През това време са извършени около 40 % от работите по проекта.

### Трасе
Предвижда се линията да започне от нова гара (гара Камчия) по съществуващата линия Юнак – Старо Оряхово, за да се избегне минаването през село Старо Оряхово и по-лесното преодоляване на вододела южно от него. След това линията се развива по крайните източни разклонения на Стара планина (Еминска планина) край селата Шкорпиловци, Господиново и Обзор. Най-високото разклонение се преминава с
вододелен тунел с дължина 4257,34 m. Тунелът свършва малко преди село Кошарица. До село Оризаре трасето следва долината на Бяла река, а за преминаване вододела между нея и Хаджийска река прави голям обход над селото. След това линията се движи по равнинен терен с преодоляване на две по-големи реки (Хаджийска и Ахелой), обхожда мини „Черно море“ и Атанасовско езеро и се включва в жп линията София - Бургас в гара Долно Езерово.
Трасето е проектирано с минимален радиус на кривите 300 m и максимален наклон 15 ‰. Предвидените гари са 10, средното междугарово разстояние е 10 km, като само между гарите Оризаре и Александрово е допуснато разстояние от около 12 km.